# Вулиця Зоотехніків
Ву́лиця Зооте́хніків — зникла вулиця в Дарницькому районі міста Києва, місцевість Позняки. Пролягала від Тальнівської вулиці до Дніпрового провулку.
До 2009 року прилягала вулиця Революції.

## Історія
Вулиця виникла в першій третині XX століття, мала назву Шкільна. Назву Зоотехніків вулиця отримала 1955 року.
Фактично зникла під час часткового знесення забудови колишнього села Позняки (Нові Позняки) і забудови мікрорайону Позняки-3 близько 2011 року. Інформація про офіційну ліквідацію вулиці наразі відсутня, 2015 року вулиця була включена до офіційного довідника «Вулиці міста Києва» (як така, що пролягає від Тальнівської до Урлівської вулиці). Станом на 2018 рік вулиця відсутня в МІАС ЗМД «Містобудівний кадастр Києва».